# サーコン・ヤンキアウソット
サーコン・ヤンキアウソット（สาคร ยังเขียวสด、1922年-2007年5月21日）は、タイの人形遣い。小人形劇(フン・ラコーン・レック：หุ่นละครเล็ก)の演者として知られる。ニックネームはジョー・ルイ(โจหลุยส์: Joe Louis)。1985年にジョー・ルイ・パペット・シアター(โจหลุยส์เธียเตอร์:Joe Louis Puppet Theatre)を創設。1996年に芸能部門で国家芸術家に選出されている。

## 経歴
1922年、サーコンはタイ仮面劇(コーン：โขน)の演者であった父クイ・ヤンキアウソットと母チュアムの子としてノンタブリー県で生まれる。当時のニックネームをリウ(หลิว)といった。劇団に参加できる年齢になると、宮廷風刺劇(リケー)にコメディアンとして出演し、同時に人形劇を習った。サーコンは大人形劇(フン・ラコーン・ルワン：หุ่นละครหลวง)を改良し、小人形劇(フン・ラコーン・レック)を再興した。小人形劇は大人形劇に比べて繊細な動作を行うことができないが、演技がより自由に、かついきいきと行うことができるという特徴を持っている。サコーンの人形劇団は第二次世界大戦ごろから好評となり、その頃からニックネームをジョー・ルイに変えた。この名はもともとのタイのニックネームであった「リウ」を呼び間違えられたことと、また同名のアメリカのボクシング重量級チャンピオンのジョー・ルイスに敬意を表して名づけた。1985年にはジョー・ルイ・パペット・シアターを自分の子供たちと一緒に設立し、ラーマキエンなどのタイの叙事詩を題材にした公演を行った。
人形は軟質材、紙張子、布でつくり、タイの古式音楽(ピーパート：ปี่พาทย์)とともに上演する。
2007年、肺水腫、腎不全によりバンコク都内のカセムラート病院で死去した。葬儀はノンタブリー県、バーンブアトーンのワット・バーンパイで執り行われた。

## ジョー・ルイ・パペット・シアター

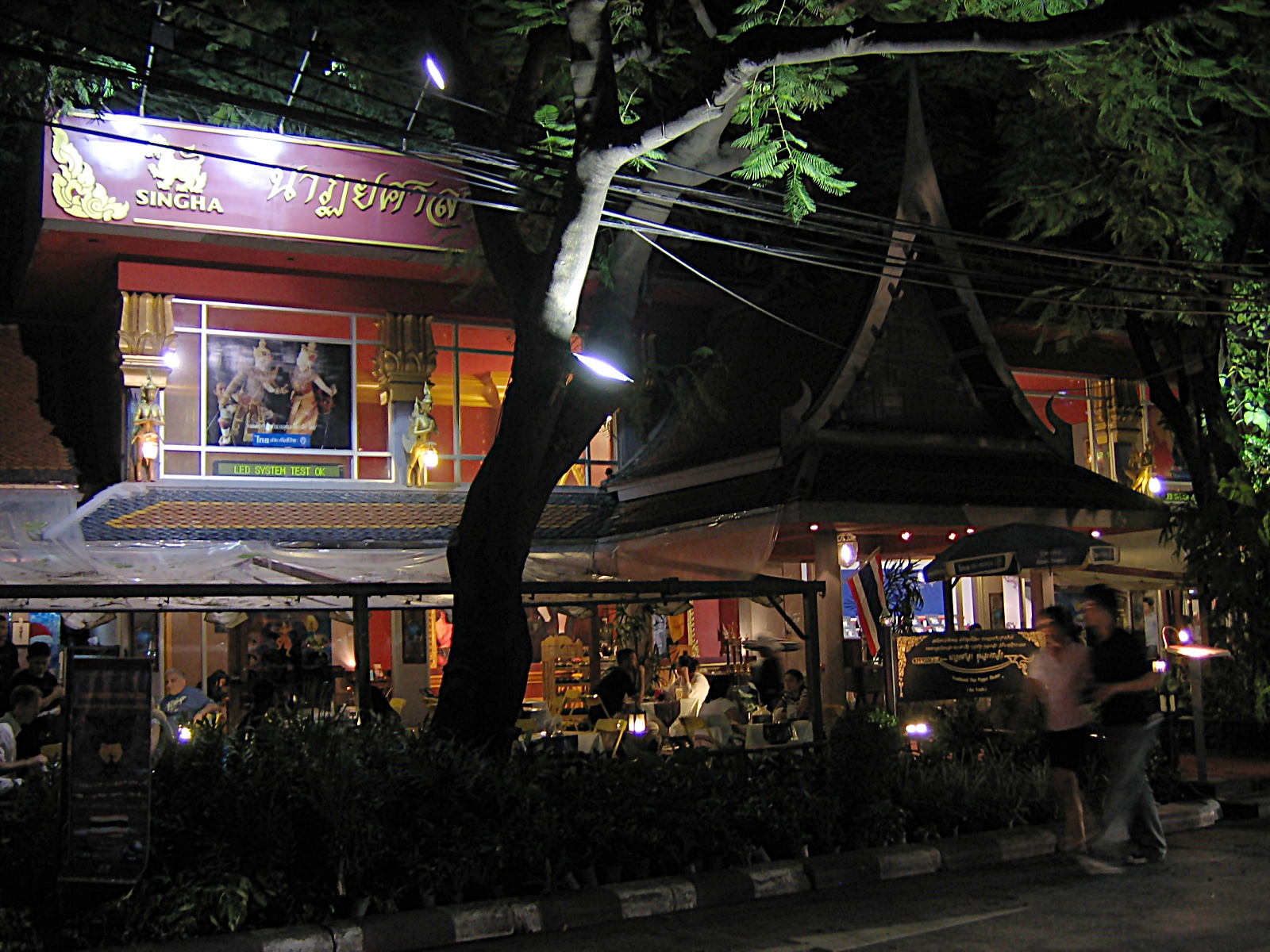
バンコク都内スワン・ルム・ナイトバザールのジョー・ルイ・パペット・シアター

ジョー・ルイ・パペット・シアターは、2001年からバンコクのスワン・ルム・ナイトバザールで人形劇を上演している。2004年、劇団は財政不振に陥ったが、公に支援を求めて持ち直した。2006年6月には、劇団を継承した第7子のスリン・ヤンキアウソット(สุรินทร์ ยังเขียวสด)が チェコのプラハで開かれた第10回世界人形芸術祭において『最優秀伝統芸術賞』を受賞した。2007年、サーコンの死去の際にも劇団の存続が危ぶまれたが、サーコンの子供たちが新劇団を組織し、9月にはバンコク都内ソイ・ランナムにあるキングパワーコンプレックスのアクサラ・グランド・シアター(578席)で公演を行った。